# Benoît Malon
Benoît Malon (Précieux, 23 giugno 1841 – Asnières-sur-Seine, 13 settembre 1893) è stato un politico e scrittore francese.
Fu un elemento di spicco della Comune di Parigi e del movimento socialista francese.

## Biografia

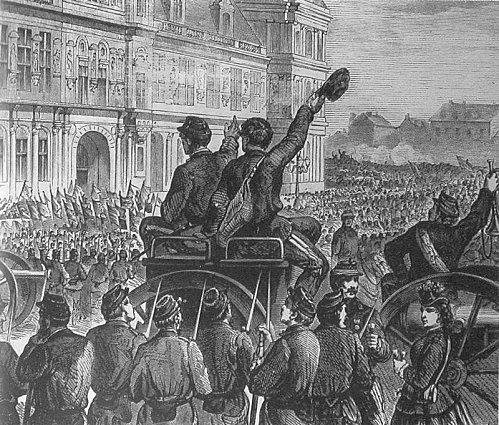
1871: proclamazione della Comune di Parigi

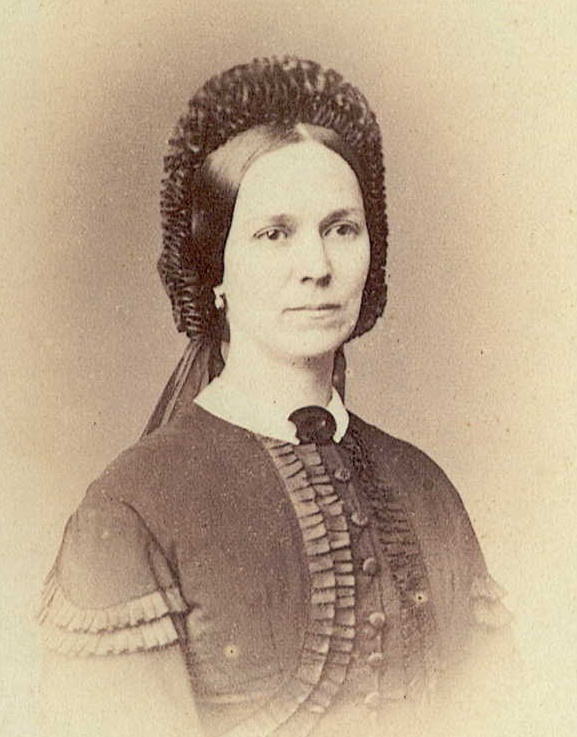
La scrittrice e femminista francese André Léo, compagna di Malon

Figlio di braccianti, rimase presto orfano e, per quanto avesse propensione allo studio, dovette trovare lavoro come pastore e bracciante. Malato, fu ospite del fratello Jean, un istitutore che gli fornì un'istruzione primaria e poi lo mandò a Lione in una scuola cattolica per prepararsi al seminario.
Non essendo credente, rinunciò al seminario e nel 1863 venne a Parigi e s'impiegò nella vicina Puteaux come tintore. Zéphyrin Camélinat lo fece aderire nel 1865 all'Associazione Internazionale dei Lavoratori. Nel 1866 Malon organizzò lo sciopero degli operai tintori e fondò una cooperative di consumo. Divenuto con Eugène Varlin uno dei dirigenti della sezione francese della Prima Internazionale, vietata dal regime napoleonico, fu condannato nel gennaio del 1866 a tre mesi di carcere e a un anno nel luglio del 1870, anno nel quale collaborava al giornale di Rochefort La Marseillaise.
Liberato alla caduta del Secondo Impero, durante l'assedio di Parigi organizzò con Varlin l'assistenza pubblica ai più bisognosi. Membro del Comitato centrale dei venti arrondissement municipali, fu eletto deputato all'Assemblea nazionale l'8 febbraio 1871 come socialista rivoluzionario, ma diede le dimissioni per protesta contro i preliminari del trattato di pace che sarà poi firmato a Francoforte il 10 maggio 1871.
Il 26 marzo fu eletto al Consiglio della Comune e fu membro della Commissione Lavoro e Scambio. Votò contro la creazione del Comitato di salute pubblica e durante la settimana di sangue si batté alle Batignolles. Alla caduta della Comune, fuggì in Svizzera e a Neuchâtel pubblicò La troisième défaite du Prolétariat français, una delle opere più importanti sulla Comune.
Nel dicembre del 1871 si avvicinò alle posizioni dell'anarchico Bakunin, aderendo alla sua Federazione giurassiana e dal 1872 convisse con la scrittrice femminista André Léo a Lugano e in Italia. Rientrato in Francia con l'amnistia del 1880, nel 1882 presiedette il congresso socialista di Saint-Étienne che vide la rottura tra i riformisti di Paul Brousse e i marxisti di Jules Guesde. Egli riassunse la sua linea politica personale nella frase «siamo rivoluzionari quando le circostanze lo esigono e riformisti sempre».
Fondò con Elie Peyron nel 1885 La Revue socialiste, che mantenne aperta a tutte le tendenze socialiste e pubblicò diverse opere. Affetto da un tumore alla gola, morì nel 1893 e fu sepolto nel cimitero di Père-Lachaise.

## Scritti
- La troisième défaite du Prolétariat français, 1876
- Manuel d'économie sociale, 1883
- Morale sociale, 1886
- Le Socialisme intégral, 2 voll., 1890-1891
- Précis historiques, théorique et pratique du socialisme, 1892